# Latouchia parameleomene
Latouchia parameleomene är en spindelart som beskrevs av Haupt och Matsuei Shimojana 200. Latouchia parameleomene ingår i släktet Latouchia och familjen Ctenizidae. Inga underarter finns listade i Catalogue of Life.